# Paul Schamer
Paul Schamer (* 21. Januar 1888 in Hildesheim; † 1951 in Hamm) war ein deutscher Gewerkschafter und Politiker (Zentrum, CDU).

## Leben
Nach dem Besuch der Volksschule absolvierte Schamer eine Lehre als Eisendreher und arbeitete anschließend in seinem erlernten Beruf. Seinen aktiven Militärdienst absolvierte er bei der II. Werftdivision. Er betätigte sich seit 1905 in der christlich-nationalen Arbeiterbewegung, war seit 1919 Gewerkschaftssekretär für den Christlichen Metallarbeiterverband in Neheim-Hüsten und wurde 1924 Gewerkschaftssekretär für die Arbeitervereine in Hamm. Außerdem fungierte er als Zweiter Vorsitzender des Verbandes Westfälischer Krankenkassen.
Schamer trat in die Zentrumspartei ein. Er war von 1921 bis 1924 Mitglied des Kreistages und des Kreisausschusses des Kreises Arnsberg, von 1925 bis 1933 Mitglied des Westfälischen Provinziallandtages und von 1928 bis 1933 Mitglied des Preußischen Landtages.
Nach der Machtübernahme der Nationalsozialisten und dem Verbot der Arbeitervereine musste Schamer seine Gewerkschaftstätigkeit aufgeben. Nach dem Zweiten Weltkrieg trat er in die CDU ein und war von 1947 bis 1948 Vorsitzender des CDU-Kreisverbandes Hamm.